# コラ原子力発電所
コラ原子力発電所(ロシア語: Кольская АЭС)はロシア北西連邦管区ムルマンスク州に存在する原子力発電所。コルスク原発(Kolsk NPP)コルスカヤ原発(Kolskaya NPP)などとも呼ばれる。

## 歴史
第1段階で建設された1号機と2号機はそれぞれ1973年と1974年に送電開始し、これはロシアで最初の加圧水型原子炉でVVER 440/230型であった。第2段階の3号機と4号機はVVER 440/213型でそれぞれ1981年、1984年に送電を開始した。
1993年2月2日、この原発を竜巻が襲い、送電線が被害を受けた。このとき非常用ディーゼル発電機が起動に失敗し30分ほど全電源停止になり、バッテリーで必要電力をまかなった。INESによる評価レベルは３であった
第1段階の原子炉は30年稼動するように設計され、もともと2003年と2004年に停止される予定であったが、停止されなかった。その代わりにノルウェー、スウェーデン、フィンランド、アメリカなどから部分的に融資を受け約200の安全システムのアップグレード計画で大規模な安全性向上操作のを行いその代わりに原子炉の運用寿命が伸ばされた。
現在、コラ原発はムルマンスク州の半分程の電力を生産している。原子炉の形式的には、世界で最も厳しいとされるフィンランドの原子力規制要件を満たすフィンランドのロヴィーサ原子力発電所と類似している。

## 原子炉
4基の原子炉が存在する
| 原子炉         | 原子炉形式   | 正味発電量 | 全体発電量 | 建設開始      | 送電開始       | 商業運用       | 停止 |
| -------------- | ------------ | ---------- | ---------- | ------------- | -------------- | -------------- | ---- |
| 1号機 (Kola-1) | VVER-440/230 | 411 MW     | 440 MW     | 1969年5月18日 | 1973年6月29日  | 1973年12月28日 |      |
| 2号機 (Kola-2) | VVER-440/230 | 411 MW     | 440 MW     | 1969年5月15日 | 1974年8月12日  | 1975年2月21日  |      |
| 3号機 (Kola-3) | VVER-440/213 | 411 MW     | 440 MW     | 1977年4月1日  | 1981年3月24日  | 1982年12月3日  |      |
| 4号機 (Kola-4) | VVER-440/213 | 411 MW     | 440 MW     | 1976年8月1日  | 1984年10月11日 | 1984年12月06日 |      |

## 発電所閉鎖運動

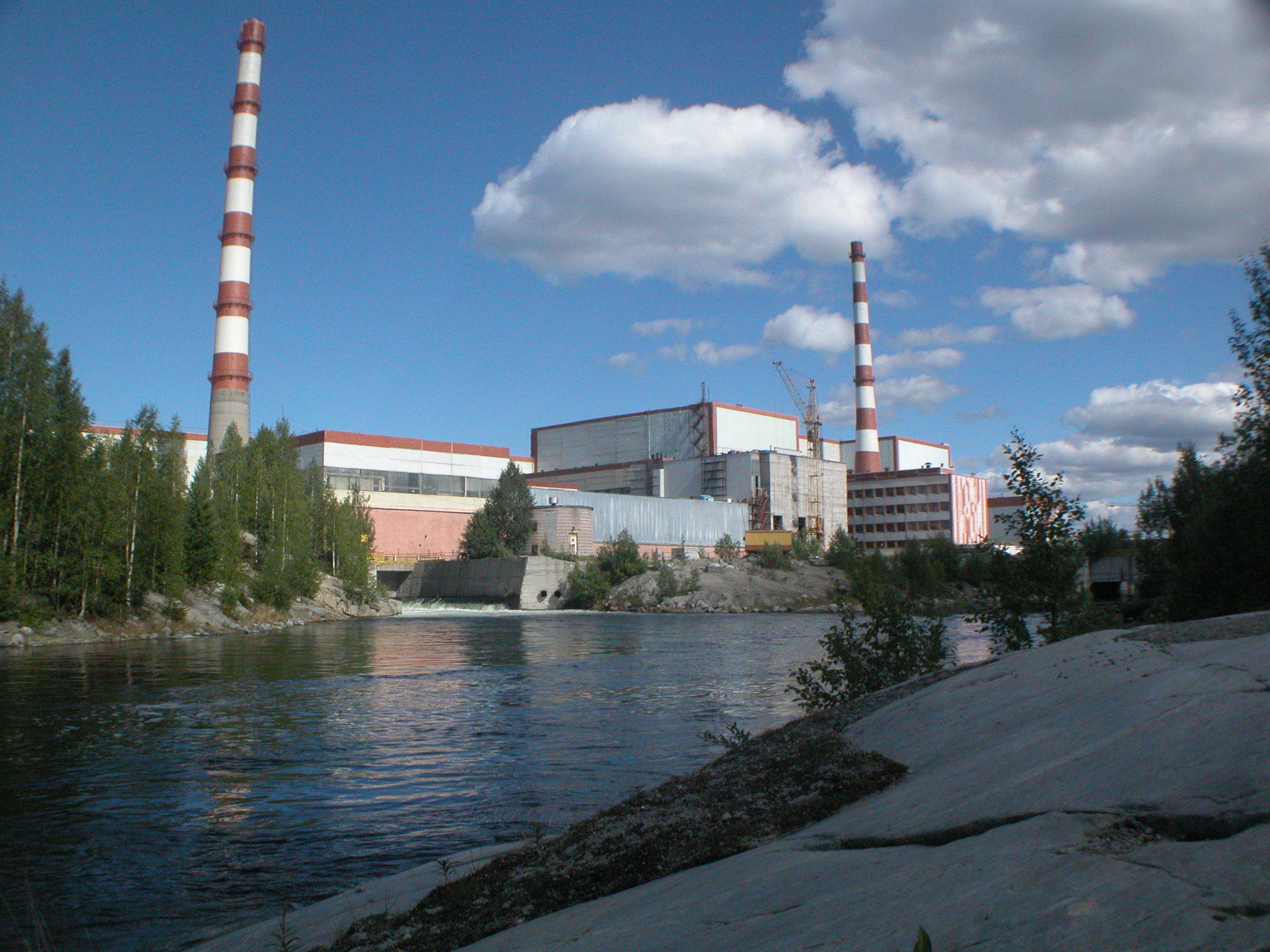

幾つかの環境運動団体が第1段階の原子炉の安全上の懸念を理由にコラ原発の閉鎖をメディアキャンペーンを支援し、運用許可の延長はロシアの法に違反していると主張している。
1号機の5年間の運用延長のライセンスはロシア連邦の民間原子力規制機関である原子力・放射線安全機関(Gosatomnadzor)に仮認可され、これは環境アセスメント調査を行う義務なしに発行された。このような連邦レベルの調査の実行は"環境影響調査"の法の第11条で義務付けられていた。
最初の旧型炉の利用延長は原子力省の元副大臣Andrei MalyshevがGosatomnadzorの長官となったすぐ後、2003年の夏に発行された。その後長官は原子力省、連邦原子力機関、ロスアトムなどの無遠慮な批評家であるYury Vishnevskyに入れ替わった。
2005年4月、ムルマンスク検察は原子炉の寿命延長に関する違反を解決するための勧告を発布し、規制機関とロスエネルゴアトムに環境影響調査を行うように強制した。しかし、これらは行われていない。
ムルマンスク検察は再び以前の命令を履行するように求めたが、これも成功しなかった。
ノルウェーのNature and Youth、とノルウェーに本拠を置くベローナ財団の雑誌"環境と権利"は2004年に原子炉の運用寿命延長の違法性に対しての検察の配慮を初めて書いた。
連邦環境・技術・原子力監督庁は検討、検査、アップグレード作業の後2008年6月に1号機の寿命を15年間延ばすライセンスを発行した。

## 画像

タービンホール
1号機

## 註
1. ↑  “NPP behind polar circle” (Russian). 2012年7月11日閲覧。
2. ↑  Power Reactor Information System of the IAEA: „Russian Federation: Nuclear Power Reactors“
3. ↑  Kola NPP granted license for operation of its 1st unit